# Wesertalaue bei Landesbergen
Wesertalaue bei Landesbergen este o arie protejată (arie de protecție specială avifaunistică — SPA) din Germania întinsă pe o suprafață de 579 ha, integral pe uscat.

## Localizare
Centrul sitului Wesertalaue bei Landesbergen este situat la coordonatele 52°34′24″N 9°06′10″E / 52.5733°N 9.1028°E.

## Înființare
Situl Wesertalaue bei Landesbergen a fost declarat arie de protecție specială avifaunistică în iunie 2001 pentru a proteja 40 de specii de animale.

## Biodiversitate
Situată în ecoregiunea atlantică, aria protejată nu include niciun habitat protejat.
La baza desemnării sitului se află mai multe specii protejate de  păsări (40): rață sulițar (Anas acuta), rață lingurar (Anas clypeata), rață mică (Anas crecca crecca), rață fluierătoare (Anas penelope), Anas platyrhynchos platyrhynchos, Anas strepera strepera, Anser albifrons albifrons, gâscă cenușie (Anser anser), gâscă de semănătură (Anser fabalis), Ardea cinerea cinerea, rață-cu-cap-castaniu (Aythya ferina), rața moțată (Aythya fuligula), gâsca canadiană (Branta canadensis), Bucephala clangula, Charadrius dubius curonicus, barză albă (Ciconia ciconia ciconia), erete de stuf (Circus aeruginosus), Cygnus columbianus bewickii, lebădă de iarnă (Cygnus cygnus), lebădă de vară (Cygnus olor), Fulica atra atra, scoicar (Haematopus ostralegus), Larus argentatus, pescăruș sur (Larus canus), Larus marinus, pescăruș-cu-cap-negru (Larus melanocephalus), pescăruș râzător (Larus ridibundus), privighetoare (Luscinia megarhynchos), ferestraș mic (Mergus albellus), Mergus merganser merganser, gaia roșie (Milvus milvus), codobatura galbenă (Motacilla flava), Phalacrocorax carbo sinensis, ploier auriu (Pluvialis apricaria), Podiceps cristatus cristatus, mărăcinar (Saxicola rubetra), Tachybaptus ruficollis ruficollis, călifar alb (Tadorna tadorna), fluierar cu picioare verzi (Tringa nebularia), nagâț (Vanellus vanellus).